# Дионисий Тапинос
Дионѝсий (на гръцки: Διονύσιος, Дионисиос) е гръцки духовник, мелнишки митрополит на Цариградската патриаршия от 1837 до 1875 г.

## Биография
Роден е праз август 1799 година със светското име Йоа̀нис Тапино̀с (Ιωάννης Ταπεινός) в квартала на Цариград Диплокионио в семейството на Елевтериос и Мария. От 1815 година учи във Великата народна школа. След като завършва става секретар на Паисий Пловдивски, а след това е дякон при Патриаршията. Става секретар и касиер на митрополит Захарий Халкидонски, а също и касиер на патриаршеската каса. В 1828 година заедно със Захарий Халкидонски, Йосиф Никейски, Мелетий Янински и Мелетий Лариски и великия протосингел заминават за Пелопонес като пратеници на Високата порта, за да постигнат успокояване на духовете по време на Гръцкото въстание. Срещат се и с Ибрахим паша и с Йоанис Каподистрияс, но не постигат нищо. Служи като архидякон при митрополит Герман Деркоски.
През август 1837 година е избран за мелнишки митрополит, наследник на Григорий, ръкоположен е на 2 септември и поема задълженията си през декември същата година. В 1846 - 1848 и в 1853 година е член на Светия Синод в Цариград. В 1847 година християните от епархията пишат на Антим VI Константинополски с молба митрополитът им да се върне в Мелник. В 1850 година избухва конфликт между митрополита и учителя Йованис Симдзос.
Почти през целия период от 1850 до 1860 година Дионисий е в Цариград, като член на Синода и на други църковни длъжностти, като паството му често пише петиции за завръщането му. В 1857 година Дионисий е един от седемте клирици в Националното събрание в Цариград. При отсъствието си от Мелник, Дионисий управлява епархията чрез епитропи, предимно епископи. В 1837 – 1839 година епитроп на епархията е бившият софийски и янински митрополит Йоаким, в 1857 - 1863 година епитроп е бившият трикийски епископ Прокопий, в август 1866 - декември 1867 - Антим Амфиполски, а от 1 май 1869 до 5 април 1874 година - Мелетий Селевкийски.
В делата на епархията се намесва и митрополит Яков Серски, който осведомява Дионисий за положението и вида в Сяр враждуващите епитропи за помирение. От 1857 година йеродякон на Дионисий е Андроник Папаниколау от Клитория, Калавритско.
На 1 юли 1862 година Дионисий изпраща като протосингел и епитроп във Валовища току-що завършилия Семинарията в Халки йеромонах Гервасий Сумелидис (1820-1906, по-късно от 1864 г. халдийски митрополит), който за по-добро разбиране на Божието слово започва обучение и проповядване на български език. Две години по-късно в 1864 година Дионисий изпраща като епитроп във Валовища сингела монах от Мадитос Андроник, който е дякон при Матей Самоковски.
В 1864 година мелничани за пореден път искат от Патриаршията завръщането на Дионисий и той се връща на следната 1865 година, а в 1866 година възстановява със собствени средства изгорялата митрополия. Не след дълго отново заминава за Цариград.
В началото на 1869 година Светия Синод одобрява установяването на титулярна епископия в епархията за подобряване на пастирската грижа при дългото отсъствие на митрополита в Цариград. В 1870 година жителите на казите Петрич и Валовища се оплакват до Патриаршията от митрополит Дионисий. Патриаршията на няколко пъти изпраща Дионисий в Горна Джумая, част от Самоковската епархия, за ръкополагане на свещеници, както и в Рилския манастир за ръкополагане на йеромонаси.
По време на управлението си на Мелнишка епархия, Дионисий налага асимилаторска политика и се опитва да принуждава българи да се записват като гърци. Според някои източници Дионисий е подбудител за убиването на някои български мелнишки първенци. От друга страна гръцката църква полага големи усилия за съхраняването на християнството в Мелник. През 1862 година Патриаршията му определя годишна заплата от 75500 гроша. От тази сума той не отделя нито грош за училища и просвета. Продава свещеническите санове и вместо определените 10 гроша за разрешително за брак взема по 50 гроша от по-бедните и по 100-150 от по-богатите. От продажбата на памук, вълна, добитък и жито, събрани от жителите на епархията, построява за 40000 гроша новата митрополитска сграда, като останалите 100000 гроша прибира в сандъците си.
На 25 март 1875 година Дионисий подава оставка поради напреднала възраст и болест и се установява в Цариград, където умира на 25 ноември 1881 година. Погребан е в манастира „Животворящ източник“ в Балъклъ (Валукли). Голямата му библиотека е наследена от племенника му Елевтериос Тапинос.
След оставката на Дионисий наместник във Валовища става епископ Неофит Врачански.